# Rudolf Maus (Widerstandskämpfer)
Rudolf Maus (* 3. März 1902 in Chemnitz; † 15. September 1942 in Stuttgart) war ein deutscher Widerstandskämpfer gegen den Nationalsozialismus.

## Werdegang
Maus lebte von 1912 bis zu seinem Tod 1942 in der Heidestraße 20 in Mannheim. Nach dem Schulbesuch erlernte er das Schlosserhandwerk. Anschließend fand er eine Anstellung beim Strebelwerk. Politisch stand er der SPD nahe, ohne dieser anzugehören.
1939 lernte Maus den KPD-Funktionär Jakob Faulhaber kennen und beteiligte sich von da an an der Organisierung des Widerstandes in den Mannheimer Rüstungsbetrieben. Zusammen mit Willi Probst gründete er eine Widerstandsgruppe in den Strebelwerken.
Als Angehöriger der Lechleiter-Gruppe beteiligte Maus sich während des Zweiten Weltkrieges als Gegner der NS-Politik am Druck und an der Verbreitung der oppositionellen Untergrundzeitung Der Vorbote. Im März 1942 wurde er deswegen verhaftet und zwei Monate später zum Tod verurteilt (siehe auch Landgericht Stuttgart#Lechleitergruppe).

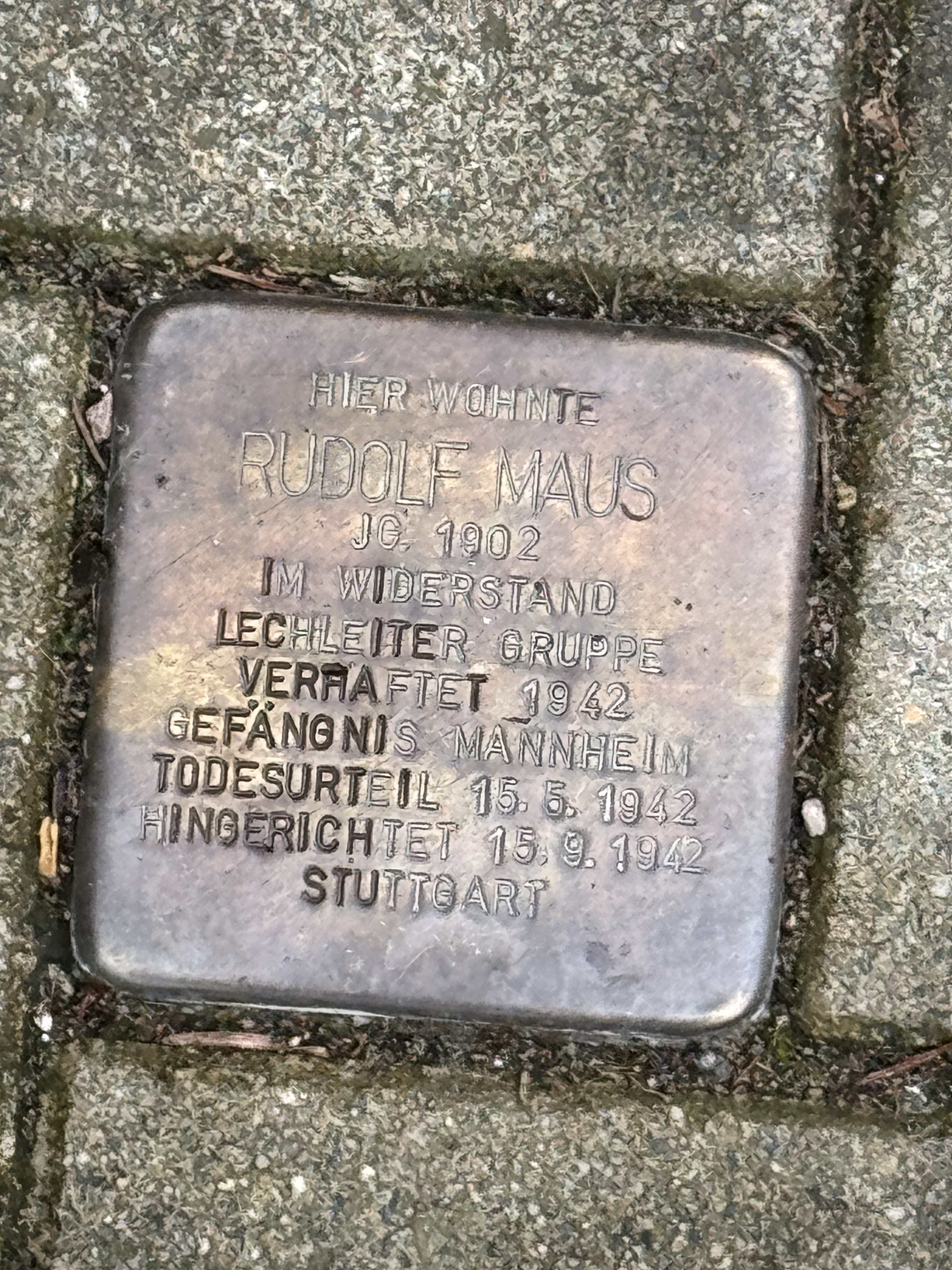
Mannheim-Gartenstadt, Stolperstein für Rudolf Maus

In Mannheim wurde 1984 eine Straße nach Rudolf Maus benannt. In der Gartenstadt wurde ein Stolperstein für ihn verlegt.